# Antoine Dérizet
Antoine Dérizet (Lione, 18 novembre 1685 – Roma, 6 ottobre 1768) è stato un architetto francese, e uno dei primi teorici del neoclassicismo.

## Biografia
Antoine Dérizet nacque a Lione il 18 novembre 1685 da François Dérizet, maestro artigiano di una seteria, Catherine Sibert. Si hanno poche notizie sulla formazione professionale dell'architetto lionese, sebbene sia probabile abbia studiato nella sua città natale. Si trasferì a Parigi intorno ai primi anni del XVIII secolo, dova si dedicò principalmente a decorazioni.
Alla fine degli anni dieci frequentò l'Académie royale d'architecture sotto Antoine Desgodets, vincendo nel 1720 il primo concorso organizzato dall'Académie per il Prix de Rome, una borsa di studio per l'Accademia di Francia a Roma, dove giunse nel 1723. Nel 1728 ottenne una cattedra per l'insegnamento della geometria e della prospettiva all'Accademia nazionale di San Luca, dove poté istruire vari architetti fra cui Bernardo Vittone e Giacomo Quarenghi.
Dérizet si inserì nell'ambiente artistico e intellettuale romano, con cui condivideva molti gusti e idee tipiche del tempo, entrando in contatto con artisti e personalità cittadine quali la famiglia Corsini, il cardinal Lodovico Pico, l'architetto Alessandro Galilei, il pittore Niccolò Ricciolini, gli scultori Giambattista Maini o Filippo Della Valle, alle cui nozze, nel 1733, fece da testimone. Dal 1729 fu membro della congregazione della Chiesa di San Luigi dei Francesi, sotto la cui giurisdizione v'erano tutti gli edifici e i possedimenti religiosi francesi nel territorio dello Stato della Chiesa; tale ruolo lo portò ad ottenere la soprintendenza di tutti i lavori che interessavano tali edifici.

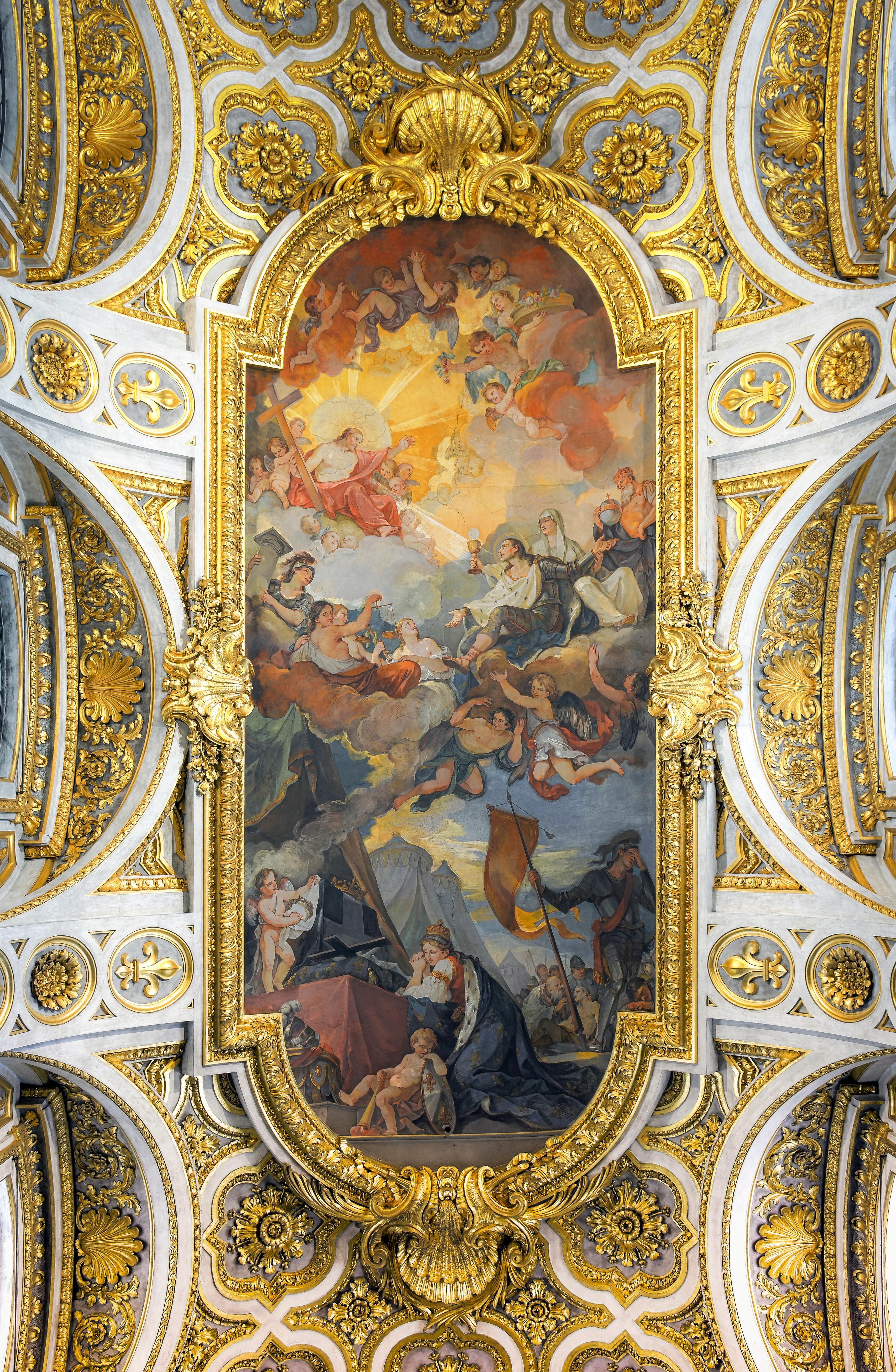
Dérizet, soffitto di San Luigi dei Francesi

Operò dunque come architetto a Roma fra il 1728 e 1764, progettando e decorando varie strutture, principalmente ecclesiastiche (tra queste la chiesa dei Santi Claudio e Andrea dei Borgognoni e la Chiesa del Santissimo Nome di Maria al Foro Traiano), sebbene il suo impegno principale rimanesse l'insegnamento e la teoria. Continuò a mantenere inoltre molti contatti con l'Académie, collaborando o inserendo negli ambienti romani e fiorentini artisti francesi come Charles-Joseph Natoire, Jean-Jacques Caffieri, Augustin Pajou, Michel-Barthélemy Hazon e Guillaume Voiriot; rimase inoltre molto amico col pittore Adrien Manglard, suo compagno all'accademia. Nel 1757 si sposò con Anna Corona, da cui ebbe tre figli. Morì a Roma il 6 ottobre 1768.

## Stile
Dèrizet fu sicuramente influenzato dalla scuola di pensiero dell'artista e matematico François Blondel, il quale nella sua opera "Cours d'architecture" espose tra i primi, i principi dell'estetica classicista secondo cui l'architettura deve corrispondere a grandi principi razionali. Lo stile di Dèrizet è dunque molto ispirato a tali principi, con particolare attenzione alle relazioni tra armonia musicale e proporzione architettonica, ponendo il suo stile tra il barocco e il neoclassicismo.

## Opere

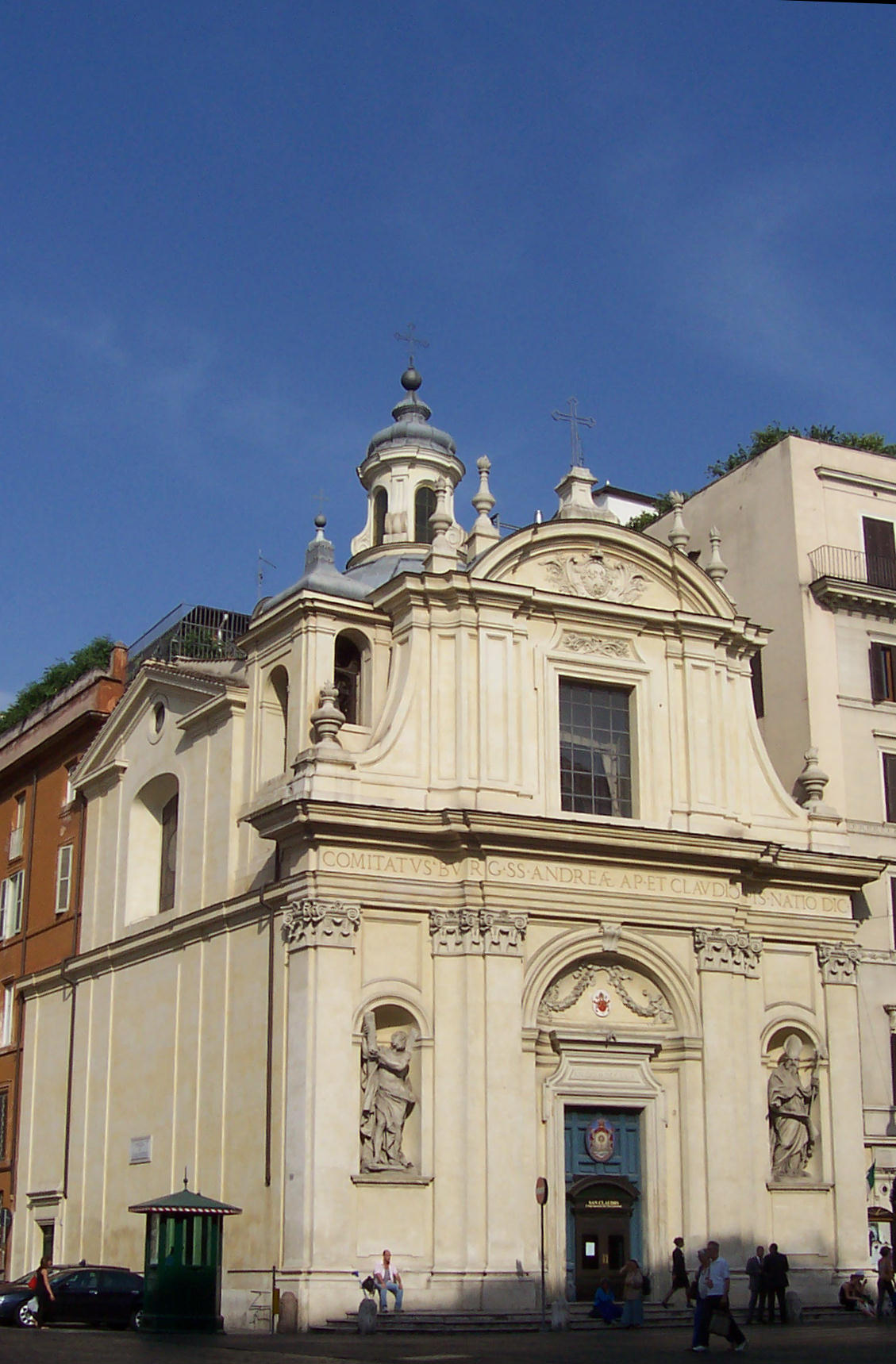
Chiesa dei Santi Claudio e Andrea dei Borgognoni a Roma

- Chiesa dei Santi Claudio e Andrea dei Borgognoni (Roma, 1728)[10]
- Chiesa del Santissimo Nome di Maria al Foro Traiano (Roma, 1735)[11]
- Decorazione interna della Chiesa di San Luigi dei Francesi (Roma, 1749)[12]